# Kudmud, Aland
Kudmud là một làng thuộc tehsil Aland, huyện Gulbarga, bang Karnataka, Ấn Độ.